# Ciclostil

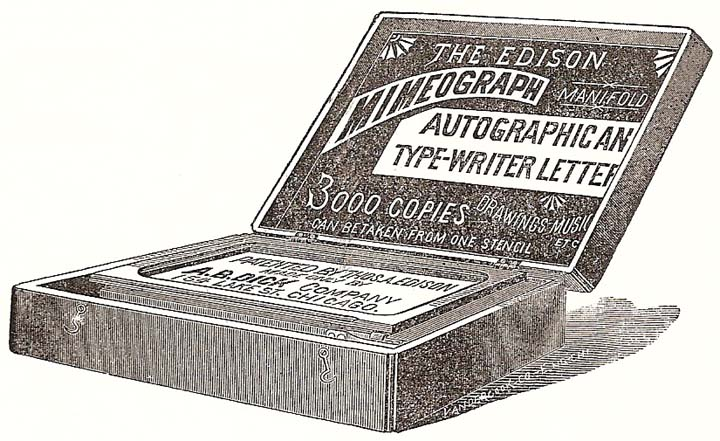
Anunci de 1889 del mimeògraf d'Edison

El ciclostil, també anomenat de vegades mimeògraf o polígraf, és un instrument utilitzat per fer còpies de paper escrit en grans quantitats. Utilitza en la reproducció un tipus de paper anomenat estergit. El ciclostil es va utilitzar com a mitjà barat per produir moltes còpies d'un text, sobretot a les escoles. Aquestes màquines, inventades a l'inici del segle xx, eren totalment manuals, després van ser perfeccionades en afegir-hi un motor elèctric. Els textos eren preparats amb l'ajuda d'una màquina d'escriure (un punxó per als dibuixos), sobre una plantilla (o motlle) d'un paper especial, anomenada estergit, s'impregnava amb tinta per una de les cares i llavors era capaç de trametre la tinta a les còpies per capil·laritat.

## Història

Mimeògraf

Un prototip d'una màquina d'impressió simple va ser patentat per Thomas Alva Edison als Estats Units i va ser utilitzat per Albert Blake Dick, al que va donar llicència Edison per a la producció de la nova invenció, el Mimeograph La màquina va ser perfeccionada, mantenint mentrestant la seva simplicitat de maneig, incorporant una petita rotativa manual que permetia una ràpida reprografia de múltiples còpies.
Popularment se les anomenava 'vietnamites', pel gran ús que se'n va fer durant la guerra de Vietnam (1964-1975).

## Ús i funcionament
Els textos eren preparats amb l'ajuda d'una màquina d'escriure, una matriu en paper anomenada estergit, impregnada amb tinta per una de les seves cares. Aquest mètode antic de edició manual, consistia en escriure sobre un full especial l'estergit, que era una fulla doble, unides amb cola; una comú i l'altre molt fina; sobre aquesta s'escrivia amb la màquina d'escriure anul·lant prèviament la cinta entintada, és a dir, s'escrivia perforant el full amb els tipus de cada lletra i justament, en aquests forats, el ciclostil, introduïa una petitíssima quantitat de tinta perquè el paper blanc que es superposava a l'aparell, hi rebés la impressió d'aquests tipus. Per suposat, la tinta que rebia cada foradet, per mínima que fos, acabava deteriorant el full fi, per lo qual se n'havia de fabricar un altre, escrivint una altra vegada els textos. És a dir, cada estergit s'instal·lava a la roda de l'aparell i es feia girar, el mateix rodet afegia la tinta i podia imprimir unes 50 o 60 còpies, però no més. Aquestes impressions eren acceptables, però moltes vegades eren defectuoses perquè s'excedien en el nombre de còpies per cada estergit.